# Ники Стерлинг
Ники Стерлинг (англ. Nici Sterling) также иногда Ники Норман (англ. Nici Norman, род. 17 января 1968, Эпсом, Суррей) — сценическое имя бывшей британской порноактрисы. Является членом Зала славы AVN.

## Биография
Родилась 17 января 1968 года в Эпсоме. Настоящее имя — Никола Рэйчел Норман (Nicola Rachel Norman).
После появления в качестве «жены читателя» в британских журналах для взрослых Стерлинга начала в Англии профессиональную модельную карьеру, где работая топлес и эротической фотомоделью, в основном снимаясь для газеты Daily Sport. Именно во время работы моделью для Daily Sport Стерлинг дебютировала в хардкор-порнографии. Daily Sport  провели среди читателей конкурс, в по итогам которого 10 из них могли получить шанс участвовать в сексуальной оргии со Стерлинг, которая должна была быть заснята, а затем продана в качестве хардкор-порнофильма. После такого начала карьеры она в середине 1990-х годов переехала в США, чтобы продолжить работу в порноиндустрии. В 2006 году покинула индустрию. Снялась более чем в 250 видео.
В 2007 году была введена в Зал славы AVN.

## Избранная фильмография
- Gang Bang Girl 15 (1995)
- No Man’s Land 13 (1996)
- Girl’s Affair 9 (1996)
- Nici Sterling’s DP Gang Bang (1996)
- Starbangers 8 (1996)
- Gang Bang Girl 21 (1997)
- Puritan Video Magazine 12 (1997)
- Nici Nici Bang Bang (1998)
- I Love Lesbians 14 (2003)
- Pussy Lickin Good (2004)
- Revenge of the Dildos (2005)
- Evilution 1 (2006)

## Личная жизнь
Состоит в браке с актёром Уайльдом Оскаром.